# 巴萨姆·拉维
巴萨姆·拉维（阿拉伯语：‎；1997年12月16日—），是出生于伊拉克卡塔尔归化足球运动员，司职后卫。现效力于卡塔尔星级足球联赛俱乐部艾杜哈尼，同时也代表卡塔尔国家足球队。

## 荣誉

### 俱乐部
艾杜哈尼
- 卡塔尔星级足球联赛冠军：2017/18赛季、2019/20赛季
- 卡塔爾酋長盃冠军：2018、2019
- 卡塔爾盃冠军：2018

### 国家队
- 亚足联亚洲杯冠军：2019